# Bortatycze-Kolonia
Bortatycze-Kolonia is een plaats in het Poolse district  Zamojski, woiwodschap Lublin. De plaats maakt deel uit van de gemeente Zamość en telt 280 inwoners.